# Boy Culture
Boy Culture је филм из 2006. у режији К. Алана Броке, и представља адаптацију истоименог романа Метјуа Ретенмунда. Премијерно је приказан 1. априла 2006 на Геј лезбејском филмском фестивалу у Лондону. Филм је освајао награде на неколико филмских фестивала.

## Заплет
Успјешни жиголо Екс (Дерек Меџјар), говори о свом животу, односу са цимерима и пријатељима Ендријуом и Џоијем, и старијим клијентом Грегоријем, којег је упознао преко пријатељице Луси. 
Радња филма се не разликује много од истоименог романа. Главна разлика је та да је мјесто радње у филму град Сијетл, док се у књизи радња одиграва у Чикагу

## Награде
Филм је освајао награде на неколико филмских фестивала, између осталог, освојио је награду за најбољи сценарио на Аутфесту у Лос Анђелесу, као и награду жирија за најбољи филм и најбољи наративни филм на Геј лезбејском филмском фестивалу у Филаделфији.